# Kegelspin
De kegelspin of gewone knobbelspin (Cyclosa conica) is een kleine spinnensoort uit de familie wielwebspinnen (Araneidae). De soort werd voor het eerst wetenschappelijk beschreven door Peter Simon Pallas in 1772. Oorspronkelijk werd de wetenschappelijke naam Aranea conica gebruikt.
De spin komt algemeen voor in grote delen van Europa inclusief België en Nederland. De spin is te vinden van zeeniveau tot 1600 meter boven zeeniveau.
De kegelspin heeft een voorkeur voor naaldbossen zoals sparrenbossen of grashellingen die door de zon worden beschenen. De kegelspin is zelden te vinden in loofbossen.

## Uiterlijke kenmerken
De Nederlandstalige naam is te danken aan het kegelvormige uitstulpsel aan het achtereinde van het achterlijf, waaraan de soort tevens is te herkennen. Het vrouwtje bereikt een lichaamslengte van ongeveer 6 tot 7 millimeter. De lengte van met mannetje varieert tussen 4 tot 4,5 mm. De lichaamskleur is bruin tot zwart, veel exemplaren hebben een lichaamstekening die bestaat uit onregelmatige witte strepen en vlekken.

## Levenswijze
De kegelspin maakt een regelmatig wielvormig web dat ongeveer 40 spaken telt die ongeveer twee tot drie millimeter van elkaar afstaan. Het web wordt vanuit het perspectief van de mens gezien op ooghoogte gemaakt. Het web is voorzien van een stabilimentum, een structuur van zijde die zowel aan de bovenzijde als de onderzijde van het midden van het web wordt gemaakt. Hierin worden prooiresten en delen van planten zoals bladeren aan bevestigd. Het web is pas af als er een verticale band van afval en prooiresten is gevormd in het web, uitgezonderd een kleine lege plek in het midden van het web. De spin bevindt zich altijd op deze lege plek en is hierdoor goed gecamoufleerd.
Ook de ongebruikelijke lichaamsvorm waarbij de spin moeilijk als zodanig is te herkennen speelt een rol bij de camouflage. De kegelspin is overigens niet de enige soort die het web zodanig camoufleert, dit is ook bekend van verwante spinnen zoals de zesknobbelspin (Cyclosa oculata).
De vrouwtjes maken een met behulp van spinsel een goudkleurige eiercocon die aan een takje in de directe omgeving van het web wordt opgehangen. De volwassen spinnen zijn voornamelijk te zien in de maanden april tot juni.